# وليام هرقل هايس
وليام هرقل هايس (بالإنجليزية: William Hercules Hays)‏ (و. 1820 – 1880 م) هو محامي، وقاضي، وسياسي من الولايات المتحدة الأمريكية .